# Csak egy harapás (film)
A Csak egy harapás (eredeti cím: Once Bitten) 1985-ben bemutatott amerikai ifjúsági horror-filmvígjáték, Howard Storm első és egyetlen nagyjátékfilmes rendezése. A főbb szerepekben Lauren Hutton, Jim Carrey és Karen Kopins látható.
Az Amerikai Egyesült Államokban 1985. november 15-én mutatták be.

## Cselekmény
A 400 éves, Grófnő névre hallgató halhatatlan vámpírnak minden évben háromszor innia kell egy szűz férfi véréből. Ha ezt Halloweenig nem teszi meg, halandóvá válik és elveszíti fiatalos kinézetét. A feladat azonban egyre nehezebb a számára, mert az 1980-as évek Los Angelesében nem könnyű erre alkalmas, vonzó férfit találnia.
Mark Kendall középiskolás diák szeretné elveszíteni szüzességét, de barátnője, Robin Pierce még várna első együttlétükkel. Mark és legjobb barátai, Jamie-vel és Russ Hollywoodba mennek bulizni és könnyen kapható nőkkel ismerkedni. Itt Mark találkozik a Grófnővel, aki elcsábítja és a házába viszi a fiút. Szeretkezés helyett azonban Mark elájul, ezt kihasználva a vámpír megharapja. Mark abban a tudatban tér haza, hogy már nem szűz, de ezután furcsán kezd viselkedni: különös álmai vannak, kerüli a napfényt és megkívánja a nyers húst, illetve a vért. A Grófnő másodszor is meg tudja harapni áldozatát, Robinnal feltűnik barátja szokatlan viselkedése és egy iskolai bál táncpárbaján konfrontálódik vetélytársával.
Robin rövid időre vissza tudja szerezni Markot, de a Grófnő elrabolja a lányt és a házába csalogatja Markot. Ő barátaival megérkezik, kiszabadítják Robint és menekülni kezdenek a Grófnő és vámpír csatlósai elől. Robin egy koporsóban szeretkezik Markkal, így a fiú visszaváltozik emberré és a Grófnő számára sem lesz többé érdekes. A vámpírnő a határidő lejártával a szemük láttára megöregszik, de szolgálója, Sebastian megnyugtatja: találni fog a világon más szüzeket.

## Szereplők
| Szerep                         | Színész          | Magyar hang      | Magyar hang       |
| Szerep                         | Színész          | 1. szinkron      | 2. szinkron       |
| ------------------------------ | ---------------- | ---------------- | ----------------- |
| Grófnő                         | Lauren Hutton    | Sáfár Anikó      | Zborovszky Andrea |
| Mark Kendall                   | Jim Carrey       | Kerekes József   | Szokol Péter      |
| Robin Pierce                   | Karen Kopins     | Földesi Judit    | Dögei Éva         |
| Sebastian, a Grófnő szolgálója | Cleavon Little   | Csuja Imre       | Breyer Zoltán     |
| Jamie                          | Thomas Ballatore | Bartucz Attila   | Hanyecz Róbert    |
| Russ                           | Skip Lackey      | Minárovits Péter | Vári Attila       |
| Mr. Kendall, Mark apja         | Richard Schaal   | Verebély Iván    |                   |
| Mrs. Kendall, Mark anyja       | Peggy Pope       | Gyimesi Pálma    |                   |
| Suzette                        | Megan Mullally   |                  |                   |
| antikvárius                    | Peter Elbling    | Németh Gábor     | Tarján Péter      |

## A film készítése
A Csak egy harapás volt Howard Storm első (és egyetlen) nagyjátékfilmes rendezése. A 3,2 millió amerikai dollárból készült filmet Los Angeles-i helyszíneken forgatták, a munkálatok 1985. február 25-étől kezdve 45 napig tartottak. A speciális effekteket mellőző filmben a Grófnő öregedését bemutató maszkokat Steve La Porte sminkmester alkotta meg. Az operatőr Adam Greenberg volt.

## Fogadtatás
A Rotten Tomatoes 10 kritika alapján 10%-os értékelést adott a filmre.

## Fordítás
- Ez a szócikk részben vagy egészben  az   Once Bitten (1985 film) című angol Wikipédia-szócikk ezen változatának fordításán alapul.  Az eredeti cikk szerkesztőit annak laptörténete sorolja fel. Ez a jelzés csupán a megfogalmazás eredetét és a szerzői jogokat jelzi, nem szolgál a cikkben szereplő információk forrásmegjelöléseként.